# オーバーン矯正施設
オーバーン矯正施設（オーバーンきょうせいしせつ、Auburn Correctional Facility）は、アメリカ合衆国ニューヨーク州カユガ郡オーバーン（Auburn, New York）に位置する州立刑務所である。カユガ族（Cayuga）村落跡地に建設された。
1816年、刑罰矯正制度「オーバーンシステム（Auburn System）」の採用を拠に、オーバーン刑務所（Auburn Prison）の名称で開設され、1970年代にオーバーン矯正施設（Auburn Correctional Facility）に改称された。

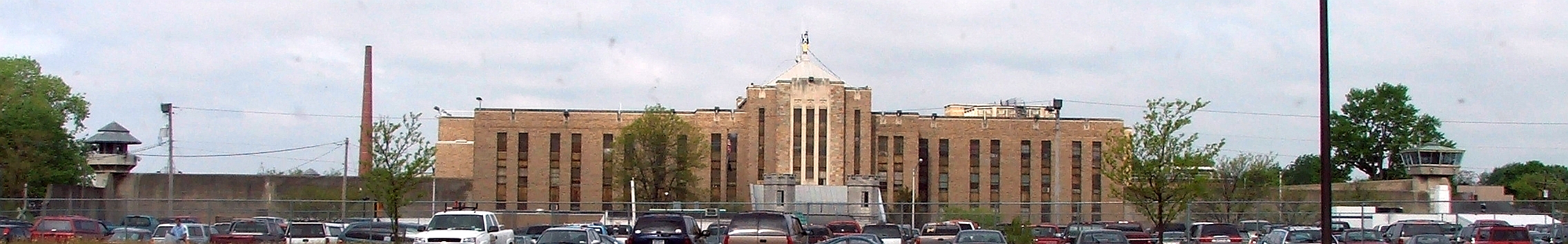

## 受刑者
- ウィリアム・ケムラー　電気椅子で最初に死刑になった人物
- ルッケーゼ一家
- コロンボ一家　ジョーイ・ギャロ
- レオン・チョルゴッシュ　1901年、電気椅子により死刑
- チェスター・ジレット　1908年、電気椅子により死刑

## オーバーンシステム
- 昼間は労働、夜間は独房。
- 黒と白の横縞の囚人服の発祥。
- 歩くときは施錠された隊列で密集歩行（lockstep）
- 食事は食堂で沈黙のなかでとる。

## 参照
1. ↑  Correction History, "Auburn Prison Beginnings
2. ↑  The Correctional Association of New York

座標: 北緯42度56分05秒 西経76度34分27秒 / 北緯42.93472度 西経76.57417度